# Mircea Liviu Goga
Mircea Liviu Goga (n. 9 decembrie 1958, Craiova) este un poet român și un scriitor de literatură științifico-fantastică.

## Biografie și carieră
Mircea Liviu Goga a absolvit în 1978 la liceul Tudor Arghezi din Craiova, în 1992 Facultatea de Electrotehnică din Craiova și în 2007 Facultatea de Comunicare și Relații Publice SNSPA din București.
Din 1990, Mircea Liviu Goga este redactor la Radio Oltenia Craiova, în cadrul departamentului de știri.
La 23 decembrie 1989 a fost unul din cei trei inițiatori ai primului ziar studențesc apărut după revoluție în Craiova, Grai Studențesc. Între 1994-2000 a patronat Jurnalul de Craiova, care a devenit ulterior Jurnalul de Dolj, apoi Jurnalul de Jiu, care a avut un total de 368 de numere publicate.
A publicat mai multe povestiri științifico-fantastice în Jurnalul SF, ca de exemplu „Întoarcerea acasă” în Jurnalul SF, #106 din 1995 care a fost publicată ulterior în colecția de povestiri Învățătorul din 2018.
În 1988 a debutat cu poezie în volumul colectiv Zboruri lirice. Au urmat volumele de poezii Jumătate Vidros Ed. MJM Craiova (1999); Cânturile catârului (2010) și romanul științifico-fantastic Insula pescărușilor (2011). Mircea Liviu Goga este membru al Clubului SF Victor Anestin.
În 1990 la Editura Labirint, i-a apărut volumul Crucea Sudului care conține povestirile „Regula jocului”, „Visează Gnow-ul”, „August e marți” și „Crucea Sudului”.
În 2013 și 2019, a făcut parte din juriul Premiilor RomCon. În 2019, la Timișoara, juriul a mai fost format din Mircea Opriță (președinte), Daniel Botgros, Doina Roman și Liviu Surugiu.

## Lucrări scrise

### Volume
- Crucea Sudului (colecție de 4 povestiri, 1990)[8][1]
- Insula pescărușilor (roman SF, 2011)[1]
- Clinica de psihiatrie (volum de poezie, 2013)[11]
- A doua Lună a Pământului (volum SF, 2017)[12]
- Târgu-Jiu '59 (roman, 2018, al cincilea roman din Seria ”România Sub Asediu (RSA)”)[13]
- Artefactul (colecție de povestiri, 2018)[14]
- Fiara (colecție de povestiri, 2018)[1] Conține povestiri ca „Trenul de noapte”, „Triptic”, „Peștele de teracotă”, „Fiara”, „Mușuroiul de furnici”, „Casa trecerii”, „Focul”, „Steaua de veghe”, „August e marți” sau „Visează Gnow-ul”.[15][16]
- Învățătorul (colecție de povestiri, 2018)[1] Conține povestiri ca „Mașina de dor”, „Învățătorul”, „Întoarcerea acasă”, „După chipul și asemănarea Ta”, „Crucea Sudului”, „Țara libertății”, „Orașul de la capătul lumii” sau „Vânătorii de grauri”.[17]
- Noapte cu vampir și steag (2019)[18][4]
- Pe dealuri cu moartea (volum de poezie, 2019)[19]

### Povestiri SF
- „Mușuroiul de furnici”, povestire, în O planetă numită anticipație, Editura Junimea, 1985, republicată în volumul Fiara din 2018[1]
- „Învățătorul”, povestire, în Avertisment pentru liniștea planetei, Editura Tineretului, 1985, republicată în volumul Învățătorul din 2018[1]
- „Adăpost”, povestire, în Cosmos XXI: întîmplări dintr-un univers al păcii, Editura Politică, 1987, antologie de Alexandru Mironov, George Veniamin[1][20]
- „Triptic”, povestire, în revista Orion, 1, din 1990, republicată în volumul Fiara din 2018[1]
- „Poporul pierdut”, povestire, în Călătorii în timp, Editura Nemira, 2013, antologie de Antuza Genescu
- „John & John”, povestire, în Xenos. Contact între civilizații, Editura Nemira, 2014, antologie de Antuza Genescu[21][22][23][24][25][26]
- „Ghereta”, povestire în Almanah Anticipația 2015[27][28]
- „Artefactul”, povestire în CPSF Anticipația nr. 25-26, 23 ianuarie 2015[29] Republicată în volumul omonim de povestiri din 2018.[14]
- „Repartiția”, povestire în Antologia CSF 2018[30]
- „Țara libertății” a apărut și în volumul colectiv Ficțiuni Centenare din 2018[31][32]

## Premii
- Premiul Național pentru poezie Festivalul „Sensul Iubirii” (2000)
- Premiul Special pentru poezie la Festivalul „Serile la Brădiceni” (2011)

În 2012, Mircea Liviu Goga a primit din partea SRSFF Premiul Ion Hobana pentru cel mai bun roman SF din 2011, pentru volumul său Insula pescărușilor (premiu împărțit cu Dan Doboș pentru romanul DemNet).